# Дознание
Дозна́ние — одна из форм предварительного расследования преступлений (в современной России — наряду с предварительным следствием, производством неотложных следственных действий и дознанием в сокращенной форме). Предварительное расследование производится следователями и дознавателями.
Как правило, преступления, по которым проводится дознание, — это преступления небольшой и средней тяжести. По Уголовно-процессуальному кодексу Российской Федерации — это преступления, по которым максимальное наказание не превышает 5 лет лишения свободы, хотя по письменному указанию прокурора эти дела могут быть переданы для производства в форме предварительного следствия (ст. 150 УПК РФ).
Дознание как форма досудебного следствия предусмотрено в большинстве государств постсоветского пространства, стран Восточной Европы, Индокитая и Ближнего Востока. Несмотря на отдельные различия, существуют общие требования, предъявляемые к институту дознания.
В Российской Федерации, согласно ст. 223 УПК РФ, дознание проводится в течение 30 суток со дня возбуждения уголовного дела и может быть продлено еще на 30 суток и 6 месяцев, а в исключительных случаях — до 1 года.
В конце составляется обвинительный акт.

## Россия

### Формы дознания
Дознание в России осуществляется в трех формах: 1) полная,  2) сокращенная, 3) в виде производства неотложных следственных действий.
1. Проведение предварительного (досудебного) расследования преступлений (наряду с предварительным следствием). Полная форма дознания предусмотрена главой 32 УПК РФ. Дела, по которым производство предварительного следствия не обязательно, полностью расследуются органами дознания.
2. Сокращенная форма дознания предусмотрена главой 32.1. УПК РФ и применяется по ходатайству подозреваемого.
3. Проведение неотложных следственных действий после возбуждения уголовного дела органом дознания до передачи уголовного дела следователю (ст. 157 УПК РФ). Когда производство предварительного расследования по уголовному делу обязательно, орган дознания возбуждает его и, руководствуясь правилами уголовно-процессуального закона, производит неотложные следственные действия по установлению и закреплению следов преступления: осмотр, обыск, выемку, освидетельствование, задержание и допрос подозреваемых, допрос потерпевших и свидетелей. Об обнаруженном преступлении и начатом дознании орган дознания должен немедленно уведомить прокурора. По выполнению неотложных следственных действий орган дознания обязан передать дело следователю.

Дознание отличается от предварительного следствия по органам, их осуществляющим, а также по объёму и срокам их процессуальной деятельности, а также от других форм досудебной подготовки материалов, не являющихся предварительным расследованием (предварительной проверки сообщений о преступлениях на стадии возбуждения уголовного дела; сбора материалов по делам, предварительное расследование по которым не обязательно, протокольной формы досудебной подготовки материалов, известной по УПК РСФСР 1960 г., деятельности частного обвинителя по подготовке своего заявления).

### Органы дознания
Согласно российскому уголовному процессу, к органам, имеющим право проводить дознание, относятся:
- Органы внутренних дел Российской Федерации, а также иные органы исполнительной власти, наделённые в соответствии с федеральным законом полномочиями по осуществлению оперативно-розыскной деятельности;
- Органы Федеральной службы судебных приставов России;
- начальники органов военной полиции Вооруженных Сил Российской Федерации, Командиры воинских частей, соединений, начальники военных учреждений или гарнизонов;
- Органы  Государственного пожарного надзора.
- Капитаны морских и речных судов, находящиеся в дальнем плавании, — по уголовным делам о преступлениях, совершённых на данных судах;
- Руководители геологоразведочных партий и зимовок, начальники российских антарктических станций и сезонных полевых баз, удалённых от мест расположения органов дознания по уголовным делам о преступлениях, совершённых по месту нахождения данных партий, зимовок, станций, сезонных полевых баз;
- Главы дипломатических представительств и консульских учреждений Российской Федерации — по уголовным делам о преступлениях, совершённых в пределах территорий данных представительств и учреждений.

### Обязанности органа дознания
- Производство дознания по уголовным делам, по которым производство предварительного следствия не обязательно, — в порядке, установленном главами 32 и 32.1. Уголовно-процессуального кодекса[1];
- Выполнение неотложных следственных действий по уголовным делам, по которым производство предварительного следствия обязательно, — в порядке, установленном статьей 157 кодекса;
- Выполнение поручений следователя по производству следственных действий, оперативно-розыскных мероприятий и оказания помощи в расследовании.